# Somatina syneorus
Somatina syneorus là một loài bướm đêm trong họ Geometridae.